# Тіроль (футбольний клуб, Інсбрук)
Футбольний клуб «Тіроль» Інсбрук (нім. Fußballclub Tirol Innsbruck) — колишній австрійський футбольний клуб з Інсбрука, що існував у 1993—2002 роках. Виступав у Бундеслізі. Домашні матчі приймав на стадіоні «Тіволі Ной», місткістю 17 200 глядачів.

## Історія
Клуб створений у 1993 році після ліквідації «Сваровскі-Тіроль». Ліквідований у 2002 році. 

## Досягнення
- Бундесліга
  - Чемпіон: 1999—00, 2000—01, 2001—02
- Кубок Австрії
  - Фіналіст: 2000—01
- Суперкубок Австрії
  - Фіналіст: 1993, 2000, 2001.

## Єврокубки
- Q = Кваліфікація QF = Чвертьфінал SF = Півфінал

| Сезон   | Турнір                 | Раунд | Країна    | Клуб                   | Вдома | В гостях | Рахунок |
| ------- | ---------------------- | ----- | --------- | ---------------------- | ----- | -------- | ------- |
| 1993–94 | Кубок володарів кубків | 1     | Угорщина  | Ференцварош            | 3–0   | 1–2      | 5–1     |
| 1993–94 | Кубок володарів кубків | 2     | Іспанія   | Реал (Мадрид)          | 1–1   | 3–0      | 1–4     |
| 1994–95 | Кубок УЄФА             | 1     | Грузія    | Динамо (Тбілісі)       | 5–1   | 1–0      | 5–2     |
| 1994–95 | Кубок УЄФА             | 2     | Іспанія   | Депортіво (Ла-Корунья) | 2–0   | 4–0      | 2–4     |
| 1996–97 | Кубок УЄФА             | Q2    | Болгарія  | Славія (Софія)         | 4–1   | 1–1      | 5–2     |
| 1996–97 | Кубок УЄФА             | 1     | Франція   | Мец                    | 0–0   | 1–0      | 0–1     |
| 1997–98 | Кубок УЄФА             | Q2    | Шотландія | Селтик                 | 2–1   | 6–3      | 5–7     |
| 2000–01 | Ліга чемпіонів УЄФА    | Q3    | Іспанія   | Валенсія               | 0–0   | 4–1      | 1–4     |
| 2000–01 | Кубок УЄФА             | 1     | Італія    | Фіорентина             | 3–1   | 2–2      | 5–3     |
| 2000–01 | Кубок УЄФА             | 2     | Німеччина | Штутгарт               | 1–0   | 3–1      | 2–3     |
| 2001–02 | Ліга чемпіонів УЄФА    | Q3    | Росія     | Локомотив (Москва)     | 1–0   | 3–1      | 2–3     |
| 2001–02 | Кубок УЄФА             | 1     | Чехія     | Вікторія Жижков        | 1–0   | 0–0      | 1–0     |
| 2001–02 | Кубок УЄФА             | 2     | Італія    | Фіорентина             | 2–2   | 2–0      | 2–4     |